# 테마콘서트 만남
테마콘서트 만남은 iTV 경인방송에서 매주 목요일 밤 11시 5분부터 밤 12시 5분까지 방송되었던 음악 프로그램이다.

## 방송 회차

### 2002년
| 회차 | 방송일    | 출연자                 |
| ---- | --------- | ---------------------- |
| 1회  | 7월 18일  | 이은미                 |
| 2회  | 7월 25일  | 김민우, 박준하, 박정운 |
| 3회  | 8월 1일   | 윤종신                 |
| 4회  | 8월 8일   | 홍경민                 |
| 5회  | 8월 15일  | 크라잉넛, 레이지본     |
| 6회  | 8월 22일  | 캔                     |
| 7회  | 8월 29일  | 진주                   |
| 8회  | 9월 5일   | 김광진                 |
| 9회  | 9월 12일  | 성시경                 |
| 10회 | 9월 19일  | 부활                   |
| 11회 | 9월 26일  | 문희준                 |
| 12회 | 10월 3일  | 여행스케치             |
| 13회 | 10월 10일 | 강타                   |
| 14회 | 10월 17일 | 조관우                 |
| 15회 | 10월 24일 | 강산에                 |
| 16회 | 10월 31일 | 홍종명과 그의 친구들   |